# Stefan Peno
Stefan Peno (Belgrado, 3 de agosto de 1997), é um basquetebolista profissional sérvio que atualmente joga pelo Rasta Vechta. O atleta possui origem guianesa e atua como armador.